# Actun Tunichil Muknal

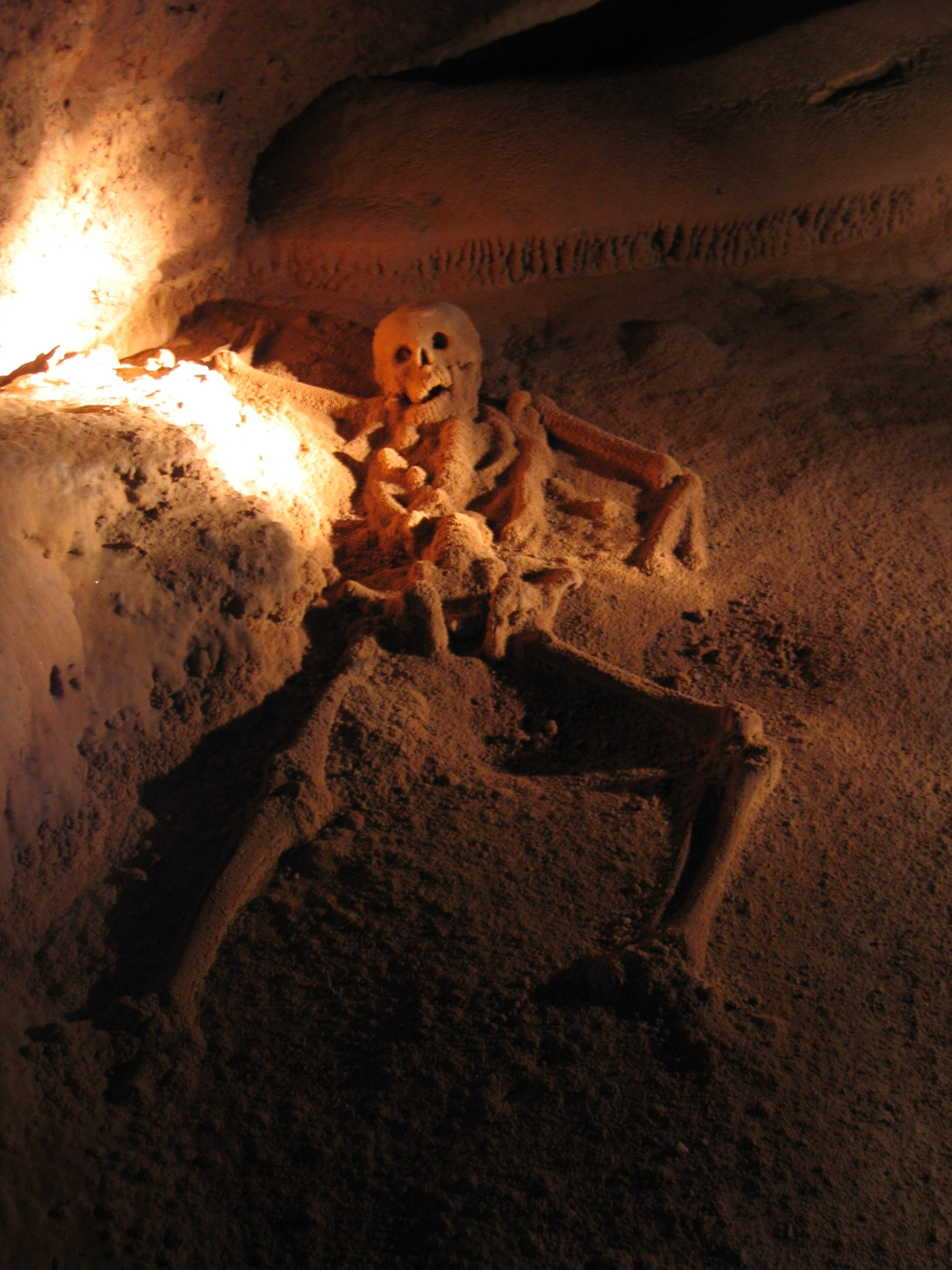
Skelett eines Mädchens in Actun Tunichil Muknal

Actun Tunichil Muknal ist eine Höhle im Westen von Belize am Roaring Creek River, südlich von Teakettle Village.
Die Kalksteinhöhle wurde im Jahr 1989 von Thomas Miller entdeckt und hat eine Ausdehnung von rund fünf Kilometern. Bekannt ist die Höhle für die archäologischen Funde aus der Zivilisation der Maya, wie Skelette, Keramiken und Steinzeug. In der Hauptkammer wurden 1408 Artefakte identifiziert und katalogisiert, die aus der Zeiten der
Späten Präklassik bis zur
Späten Klassik stammen.
Da auffallend viele Fundstücke – etwa 400 Keramikgefäße – als Wasserbehälter dienten, ist man zu der Auffassung gekommen, dass die Höhle Zeremonien diente, die sich auf das Wasser bezogen und an den Regengott Chac gerichtet waren. Verstärkte Aktivitäten werden in der Zeit von 800 bis 1000 vermutet, während der in diesem Gebiet eine Dürre herrschte.
Weniger häufig sind menschliche Fundstücke. Bis jetzt wurden Reste von 14 Skeletten gefunden. Darunter waren sieben Erwachsene und sieben Kinder (alle unter fünf Jahre alt). Es handelt sich dabei nicht, wie bei Funden in nahe gelegenen Höhlen, um Grabstätten, sondern um Opferungen, die dazu dienen sollten, die Götter zu besänftigen oder um Regen zu bitten.
Actun Tunichil Muknal wurde von den Maya als Xibalbá (Eingang in die Unterwelt) gesehen.
Seit 1998 ist die Höhle auch für den Tourismus geöffnet und kann mit Tourguides besichtigt werden. Ausgehend von San Ignacio und Belmopan werden Touren angeboten. Maximal vier Touristen werden von einem Guide begleitet. Fotografieren ist neuerdings strengstens verboten, da es in jüngster Zeit wiederholt zu Schäden an den Fundstücken durch übereifrige Fotografen gekommen sein soll.